# Lista di asteroidi (40001-41000)
Di seguito una lista di asteroidi dal numero 40001 al 41000 con data di scoperta e scopritore.

## 40001-40100
| Nome             | Designazione provvisoria | Data di scoperta | Scopritore                       |
| ---------------- | ------------------------ | ---------------- | -------------------------------- |
| 40001 -          | 1998 HB88                | 21 aprile 1998   | LINEAR                           |
| 40002 -          | 1998 HS89                | 21 aprile 1998   | LINEAR                           |
| 40003 -          | 1998 HW92                | 21 aprile 1998   | LINEAR                           |
| 40004 -          | 1998 HF94                | 21 aprile 1998   | LINEAR                           |
| 40005 -          | 1998 HA96                | 21 aprile 1998   | LINEAR                           |
| 40006 -          | 1998 HV101               | 24 aprile 1998   | J. Broughton                     |
| 40007 Vieuxtemps | 1998 HV102               | 25 aprile 1998   | E. W. Elst                       |
| 40008 -          | 1998 HN111               | 23 aprile 1998   | LINEAR                           |
| 40009 -          | 1998 HG119               | 23 aprile 1998   | LINEAR                           |
| 40010 -          | 1998 HF122               | 23 aprile 1998   | LINEAR                           |
| 40011 -          | 1998 HK123               | 23 aprile 1998   | LINEAR                           |
| 40012 -          | 1998 HP123               | 23 aprile 1998   | LINEAR                           |
| 40013 -          | 1998 HB124               | 23 aprile 1998   | LINEAR                           |
| 40014 -          | 1998 HL124               | 23 aprile 1998   | LINEAR                           |
| 40015 -          | 1998 HB125               | 23 aprile 1998   | LINEAR                           |
| 40016 -          | 1998 HT127               | 18 aprile 1998   | LINEAR                           |
| 40017 -          | 1998 HY127               | 18 aprile 1998   | LINEAR                           |
| 40018 -          | 1998 HH134               | 19 aprile 1998   | LINEAR                           |
| 40019 -          | 1998 HR136               | 20 aprile 1998   | LINEAR                           |
| 40020 -          | 1998 HX136               | 20 aprile 1998   | LINEAR                           |
| 40021 -          | 1998 HG137               | 20 aprile 1998   | LINEAR                           |
| 40022 -          | 1998 HP146               | 23 aprile 1998   | LINEAR                           |
| 40023 ANPCEN     | 1998 HU148               | 25 aprile 1998   | E. W. Elst                       |
| 40024 -          | 1998 HW148               | 25 aprile 1998   | E. W. Elst                       |
| 40025 -          | 1998 HQ149               | 25 aprile 1998   | E. W. Elst                       |
| 40026 -          | 1998 JF3                 | 1 maggio 1998    | LONEOS                           |
| 40027 -          | 1998 JH4                 | 15 maggio 1998   | F. B. Zoltowski                  |
| 40028 -          | 1998 KO1                 | 18 maggio 1998   | LONEOS                           |
| 40029 -          | 1998 KG2                 | 22 maggio 1998   | LINEAR                           |
| 40030 -          | 1998 KL2                 | 22 maggio 1998   | LINEAR                           |
| 40031 -          | 1998 KP2                 | 22 maggio 1998   | LINEAR                           |
| 40032 -          | 1998 KD10                | 26 maggio 1998   | BAO Schmidt CCD Asteroid Program |
| 40033 -          | 1998 KX10                | 22 maggio 1998   | Spacewatch                       |
| 40034 -          | 1998 KB11                | 22 maggio 1998   | Spacewatch                       |
| 40035 -          | 1998 KO15                | 22 maggio 1998   | LINEAR                           |
| 40036 -          | 1998 KT19                | 22 maggio 1998   | LINEAR                           |
| 40037 -          | 1998 KS22                | 22 maggio 1998   | LINEAR                           |
| 40038 -          | 1998 KT22                | 22 maggio 1998   | LINEAR                           |
| 40039 -          | 1998 KW26                | 21 maggio 1998   | À. López, R. Pacheco             |
| 40040 -          | 1998 KC27                | 22 maggio 1998   | LINEAR                           |
| 40041 -          | 1998 KK29                | 22 maggio 1998   | LINEAR                           |
| 40042 -          | 1998 KM30                | 22 maggio 1998   | LINEAR                           |
| 40043 -          | 1998 KV30                | 22 maggio 1998   | LINEAR                           |
| 40044 -          | 1998 KH32                | 22 maggio 1998   | LINEAR                           |
| 40045 -          | 1998 KZ33                | 22 maggio 1998   | LINEAR                           |
| 40046 -          | 1998 KT34                | 22 maggio 1998   | LINEAR                           |
| 40047 -          | 1998 KW34                | 22 maggio 1998   | LINEAR                           |
| 40048 -          | 1998 KA36                | 22 maggio 1998   | LINEAR                           |
| 40049 -          | 1998 KB37                | 22 maggio 1998   | LINEAR                           |
| 40050 -          | 1998 KP37                | 22 maggio 1998   | LINEAR                           |
| 40051 -          | 1998 KY37                | 22 maggio 1998   | LINEAR                           |
| 40052 -          | 1998 KB38                | 22 maggio 1998   | LINEAR                           |
| 40053 -          | 1998 KH41                | 22 maggio 1998   | LINEAR                           |
| 40054 -          | 1998 KP42                | 27 maggio 1998   | LONEOS                           |
| 40055 -          | 1998 KS43                | 24 maggio 1998   | LINEAR                           |
| 40056 -          | 1998 KT44                | 22 maggio 1998   | LINEAR                           |
| 40057 -          | 1998 KJ45                | 22 maggio 1998   | LINEAR                           |
| 40058 -          | 1998 KL46                | 22 maggio 1998   | LINEAR                           |
| 40059 -          | 1998 KR47                | 22 maggio 1998   | LINEAR                           |
| 40060 -          | 1998 KC48                | 22 maggio 1998   | LINEAR                           |
| 40061 -          | 1998 KQ48                | 22 maggio 1998   | LINEAR                           |
| 40062 -          | 1998 KP49                | 23 maggio 1998   | LINEAR                           |
| 40063 -          | 1998 KV49                | 23 maggio 1998   | LINEAR                           |
| 40064 -          | 1998 KW50                | 23 maggio 1998   | LINEAR                           |
| 40065 -          | 1998 KX50                | 23 maggio 1998   | LINEAR                           |
| 40066 -          | 1998 KF51                | 23 maggio 1998   | LINEAR                           |
| 40067 -          | 1998 KA54                | 23 maggio 1998   | LINEAR                           |
| 40068 -          | 1998 KS54                | 23 maggio 1998   | LINEAR                           |
| 40069 -          | 1998 KQ55                | 23 maggio 1998   | LINEAR                           |
| 40070 -          | 1998 KG58                | 26 maggio 1998   | LINEAR                           |
| 40071 -          | 1998 KL59                | 23 maggio 1998   | LINEAR                           |
| 40072 -          | 1998 KZ59                | 23 maggio 1998   | LINEAR                           |
| 40073 -          | 1998 KN60                | 23 maggio 1998   | LINEAR                           |
| 40074 -          | 1998 KN63                | 22 maggio 1998   | LINEAR                           |
| 40075 -          | 1998 KS63                | 22 maggio 1998   | LINEAR                           |
| 40076 -          | 1998 LB                  | 2 giugno 1998    | LONEOS                           |
| 40077 -          | 1998 MZ4                 | 19 giugno 1998   | Spacewatch                       |
| 40078 -          | 1998 ML8                 | 19 giugno 1998   | LINEAR                           |
| 40079 -          | 1998 MD9                 | 19 giugno 1998   | LINEAR                           |
| 40080 -          | 1998 MY9                 | 19 giugno 1998   | LINEAR                           |
| 40081 Rault      | 1998 MG14                | 25 giugno 1998   | ODAS                             |
| 40082 -          | 1998 ML16                | 27 giugno 1998   | Spacewatch                       |
| 40083 -          | 1998 MS18                | 19 giugno 1998   | ODAS                             |
| 40084 -          | 1998 MS22                | 24 giugno 1998   | LINEAR                           |
| 40085 -          | 1998 MW32                | 24 giugno 1998   | LINEAR                           |
| 40086 -          | 1998 MK33                | 24 giugno 1998   | LINEAR                           |
| 40087 -          | 1998 MU34                | 24 giugno 1998   | LINEAR                           |
| 40088 -          | 1998 MJ37                | 23 giugno 1998   | LONEOS                           |
| 40089 -          | 1998 MH40                | 26 giugno 1998   | E. W. Elst                       |
| 40090 -          | 1998 MZ40                | 28 giugno 1998   | E. W. Elst                       |
| 40091 -          | 1998 MH41                | 28 giugno 1998   | E. W. Elst                       |
| 40092 Memel      | 1998 ME47                | 28 giugno 1998   | E. W. Elst                       |
| 40093 -          | 1998 NH                  | 15 luglio 1998   | P. G. Comba                      |
| 40094 -          | 1998 NN                  | 15 luglio 1998   | LONEOS                           |
| 40095 -          | 1998 OV4                 | 29 luglio 1998   | Višnjan Observatory              |
| 40096 -          | 1998 OR9                 | 26 luglio 1998   | E. W. Elst                       |
| 40097 -          | 1998 OB13                | 26 luglio 1998   | E. W. Elst                       |
| 40098 -          | 1998 OW14                | 26 luglio 1998   | E. W. Elst                       |
| 40099 -          | 1998 OB15                | 26 luglio 1998   | E. W. Elst                       |
| 40100 -          | 1998 PV                  | 12 agosto 1998   | F. B. Zoltowski                  |

## 40101-40200
| Nome                 | Designazione provvisoria | Data di scoperta  | Scopritore                       |
| -------------------- | ------------------------ | ----------------- | -------------------------------- |
| 40101 -              | 1998 QX                  | 19 agosto 1998    | NEAT                             |
| 40102 -              | 1998 QU1                 | 19 agosto 1998    | NEAT                             |
| 40103 -              | 1998 QX3                 | 17 agosto 1998    | Višnjan Observatory              |
| 40104 Stevekerr      | 1998 QE4                 | 17 agosto 1998    | J. Broughton                     |
| 40105 -              | 1998 QL4                 | 17 agosto 1998    | F. B. Zoltowski                  |
| 40106 Erben          | 1998 QW5                 | 20 agosto 1998    | P. Pravec                        |
| 40107 -              | 1998 QB7                 | 17 agosto 1998    | LINEAR                           |
| 40108 -              | 1998 QU7                 | 17 agosto 1998    | LINEAR                           |
| 40109 -              | 1998 QC8                 | 17 agosto 1998    | LINEAR                           |
| 40110 -              | 1998 QM9                 | 17 agosto 1998    | LINEAR                           |
| 40111 -              | 1998 QK12                | 17 agosto 1998    | LINEAR                           |
| 40112 -              | 1998 QM13                | 17 agosto 1998    | LINEAR                           |
| 40113 -              | 1998 QZ13                | 17 agosto 1998    | LINEAR                           |
| 40114 -              | 1998 QB15                | 17 agosto 1998    | LINEAR                           |
| 40115 -              | 1998 QB19                | 17 agosto 1998    | LINEAR                           |
| 40116 -              | 1998 QD19                | 17 agosto 1998    | LINEAR                           |
| 40117 -              | 1998 QG21                | 17 agosto 1998    | LINEAR                           |
| 40118 -              | 1998 QX22                | 17 agosto 1998    | LINEAR                           |
| 40119 -              | 1998 QB23                | 17 agosto 1998    | LINEAR                           |
| 40120 -              | 1998 QT23                | 17 agosto 1998    | LINEAR                           |
| 40121 -              | 1998 QA29                | 18 agosto 1998    | J. Broughton                     |
| 40122 -              | 1998 QZ30                | 17 agosto 1998    | LINEAR                           |
| 40123 -              | 1998 QC31                | 17 agosto 1998    | LINEAR                           |
| 40124 -              | 1998 QN35                | 17 agosto 1998    | LINEAR                           |
| 40125 -              | 1998 QU38                | 17 agosto 1998    | LINEAR                           |
| 40126 -              | 1998 QL40                | 17 agosto 1998    | LINEAR                           |
| 40127 -              | 1998 QD43                | 17 agosto 1998    | LINEAR                           |
| 40128 -              | 1998 QL43                | 17 agosto 1998    | LINEAR                           |
| 40129 -              | 1998 QY45                | 17 agosto 1998    | LINEAR                           |
| 40130 -              | 1998 QV47                | 17 agosto 1998    | LINEAR                           |
| 40131 -              | 1998 QJ48                | 17 agosto 1998    | LINEAR                           |
| 40132 -              | 1998 QL48                | 17 agosto 1998    | LINEAR                           |
| 40133 -              | 1998 QF53                | 20 agosto 1998    | LONEOS                           |
| 40134 Marsili        | 1998 QO53                | 27 agosto 1998    | V. S. Casulli                    |
| 40135 -              | 1998 QS53                | 26 agosto 1998    | Farra d'Isonzo                   |
| 40136 -              | 1998 QS56                | 30 agosto 1998    | Spacewatch                       |
| 40137 -              | 1998 QO60                | 28 agosto 1998    | L. Šarounová                     |
| 40138 -              | 1998 QF63                | 30 agosto 1998    | BAO Schmidt CCD Asteroid Program |
| 40139 -              | 1998 QL64                | 24 agosto 1998    | LINEAR                           |
| 40140 -              | 1998 QQ68                | 24 agosto 1998    | LINEAR                           |
| 40141 -              | 1998 QL70                | 24 agosto 1998    | LINEAR                           |
| 40142 -              | 1998 QT70                | 24 agosto 1998    | LINEAR                           |
| 40143 -              | 1998 QW70                | 24 agosto 1998    | LINEAR                           |
| 40144 -              | 1998 QC71                | 24 agosto 1998    | LINEAR                           |
| 40145 -              | 1998 QF71                | 24 agosto 1998    | LINEAR                           |
| 40146 -              | 1998 QR71                | 24 agosto 1998    | LINEAR                           |
| 40147 -              | 1998 QB72                | 24 agosto 1998    | LINEAR                           |
| 40148 -              | 1998 QB73                | 24 agosto 1998    | LINEAR                           |
| 40149 -              | 1998 QF74                | 24 agosto 1998    | LINEAR                           |
| 40150 -              | 1998 QF75                | 24 agosto 1998    | LINEAR                           |
| 40151 -              | 1998 QO75                | 24 agosto 1998    | LINEAR                           |
| 40152 -              | 1998 QA77                | 24 agosto 1998    | LINEAR                           |
| 40153 -              | 1998 QD79                | 24 agosto 1998    | LINEAR                           |
| 40154 -              | 1998 QE83                | 24 agosto 1998    | LINEAR                           |
| 40155 -              | 1998 QA84                | 24 agosto 1998    | LINEAR                           |
| 40156 -              | 1998 QH86                | 24 agosto 1998    | LINEAR                           |
| 40157 -              | 1998 QA88                | 24 agosto 1998    | LINEAR                           |
| 40158 -              | 1998 QP88                | 24 agosto 1998    | LINEAR                           |
| 40159 -              | 1998 QC90                | 24 agosto 1998    | LINEAR                           |
| 40160 -              | 1998 QL91                | 28 agosto 1998    | LINEAR                           |
| 40161 -              | 1998 QO91                | 28 agosto 1998    | LINEAR                           |
| 40162 -              | 1998 QK95                | 19 agosto 1998    | LINEAR                           |
| 40163 -              | 1998 QC96                | 19 agosto 1998    | LINEAR                           |
| 40164 -              | 1998 QW99                | 26 agosto 1998    | E. W. Elst                       |
| 40165 -              | 1998 QP102               | 26 agosto 1998    | E. W. Elst                       |
| 40166 -              | 1998 QW102               | 26 agosto 1998    | E. W. Elst                       |
| 40167 -              | 1998 QF103               | 26 agosto 1998    | E. W. Elst                       |
| 40168 -              | 1998 QW104               | 26 agosto 1998    | E. W. Elst                       |
| 40169 -              | 1998 QG105               | 25 agosto 1998    | E. W. Elst                       |
| 40170 -              | 1998 RK                  | 1 settembre 1998  | F. B. Zoltowski                  |
| 40171 -              | 1998 RS                  | 11 settembre 1998 | T. Stafford                      |
| 40172 -              | 1998 RQ6                 | 15 settembre 1998 | LONEOS                           |
| 40173 -              | 1998 RE7                 | 12 settembre 1998 | Spacewatch                       |
| 40174 -              | 1998 RY12                | 14 settembre 1998 | Spacewatch                       |
| 40175 -              | 1998 RE16                | 14 settembre 1998 | BAO Schmidt CCD Asteroid Program |
| 40176 -              | 1998 RH27                | 14 settembre 1998 | LINEAR                           |
| 40177 -              | 1998 RU28                | 14 settembre 1998 | LINEAR                           |
| 40178 -              | 1998 RU36                | 14 settembre 1998 | LINEAR                           |
| 40179 -              | 1998 RM38                | 14 settembre 1998 | LINEAR                           |
| 40180 -              | 1998 RR48                | 14 settembre 1998 | LINEAR                           |
| 40181 -              | 1998 RN50                | 14 settembre 1998 | LINEAR                           |
| 40182 -              | 1998 RO55                | 14 settembre 1998 | LINEAR                           |
| 40183 -              | 1998 RP58                | 14 settembre 1998 | LINEAR                           |
| 40184 -              | 1998 RQ58                | 14 settembre 1998 | LINEAR                           |
| 40185 -              | 1998 RL60                | 14 settembre 1998 | LINEAR                           |
| 40186 -              | 1998 RN60                | 14 settembre 1998 | LINEAR                           |
| 40187 -              | 1998 RR61                | 14 settembre 1998 | LINEAR                           |
| 40188 -              | 1998 RQ64                | 14 settembre 1998 | LINEAR                           |
| 40189 -              | 1998 RR67                | 14 settembre 1998 | LINEAR                           |
| 40190 -              | 1998 RL74                | 14 settembre 1998 | LINEAR                           |
| 40191 -              | 1998 RM75                | 14 settembre 1998 | LINEAR                           |
| 40192 -              | 1998 RV75                | 14 settembre 1998 | LINEAR                           |
| 40193 -              | 1998 RF77                | 14 settembre 1998 | LINEAR                           |
| 40194 -              | 1998 RG78                | 14 settembre 1998 | LINEAR                           |
| 40195 -              | 1998 RU78                | 14 settembre 1998 | LINEAR                           |
| 40196 -              | 1998 RM80                | 14 settembre 1998 | LINEAR                           |
| 40197 -              | 1998 RP80                | 14 settembre 1998 | LINEAR                           |
| 40198 Azarkhalatbari | 1998 SA1                 | 16 settembre 1998 | ODAS                             |
| 40199 -              | 1998 SE1                 | 16 settembre 1998 | ODAS                             |
| 40200 -              | 1998 SW9                 | 18 settembre 1998 | Višnjan Observatory              |

## 40201-40300
| Nome                | Designazione provvisoria | Data di scoperta  | Scopritore                       |
| ------------------- | ------------------------ | ----------------- | -------------------------------- |
| 40201 Besely        | 1998 SO13                | 21 settembre 1998 | ODAS                             |
| 40202 -             | 1998 SN26                | 24 settembre 1998 | Kleť                             |
| 40203 -             | 1998 SP27                | 24 settembre 1998 | CSS                              |
| 40204 -             | 1998 SV27                | 23 settembre 1998 | R. A. Tucker                     |
| 40205 -             | 1998 SU30                | 19 settembre 1998 | Spacewatch                       |
| 40206 Lhenice       | 1998 SB36                | 26 settembre 1998 | J. Tichá, M. Tichý               |
| 40207 -             | 1998 SE44                | 23 settembre 1998 | Spacewatch                       |
| 40208 -             | 1998 SK53                | 16 settembre 1998 | LONEOS                           |
| 40209 Morrispodolak | 1998 SU55                | 16 settembre 1998 | LONEOS                           |
| 40210 Peixinho      | 1998 SL56                | 16 settembre 1998 | LONEOS                           |
| 40211 -             | 1998 SC57                | 17 settembre 1998 | LONEOS                           |
| 40212 -             | 1998 SC58                | 17 settembre 1998 | LONEOS                           |
| 40213 -             | 1998 SQ58                | 17 settembre 1998 | LONEOS                           |
| 40214 -             | 1998 SR63                | 29 settembre 1998 | BAO Schmidt CCD Asteroid Program |
| 40215 -             | 1998 SZ69                | 21 settembre 1998 | LINEAR                           |
| 40216 -             | 1998 SF79                | 26 settembre 1998 | LINEAR                           |
| 40217 -             | 1998 SM87                | 26 settembre 1998 | LINEAR                           |
| 40218 -             | 1998 SQ97                | 26 settembre 1998 | LINEAR                           |
| 40219 -             | 1998 SX111               | 26 settembre 1998 | LINEAR                           |
| 40220 -             | 1998 SH122               | 26 settembre 1998 | LINEAR                           |
| 40221 -             | 1998 SG136               | 26 settembre 1998 | LINEAR                           |
| 40222 -             | 1998 SJ137               | 26 settembre 1998 | LINEAR                           |
| 40223 -             | 1998 SX142               | 26 settembre 1998 | LINEAR                           |
| 40224 -             | 1998 SJ143               | 23 settembre 1998 | ODAS                             |
| 40225 -             | 1998 SX144               | 20 settembre 1998 | E. W. Elst                       |
| 40226 -             | 1998 SA145               | 20 settembre 1998 | E. W. Elst                       |
| 40227 Tahiti        | 1998 SR145               | 20 settembre 1998 | E. W. Elst                       |
| 40228 -             | 1998 TR1                 | 12 ottobre 1998   | J. Broughton                     |
| 40229 -             | 1998 TO3                 | 14 ottobre 1998   | LINEAR                           |
| 40230 Rožmberk      | 1998 TJ6                 | 14 ottobre 1998   | M. Tichý                         |
| 40231 -             | 1998 TS6                 | 14 ottobre 1998   | BAO Schmidt CCD Asteroid Program |
| 40232 -             | 1998 UD                  | 16 ottobre 1998   | CSS                              |
| 40233 Baradeau      | 1998 UH2                 | 20 ottobre 1998   | ODAS                             |
| 40234 -             | 1998 UG4                 | 21 ottobre 1998   | J. Broughton                     |
| 40235 -             | 1998 UX7                 | 23 ottobre 1998   | K. Korlević                      |
| 40236 -             | 1998 UF33                | 28 ottobre 1998   | LINEAR                           |
| 40237 -             | 1998 VM6                 | 11 novembre 1998  | Y. Shimizu, T. Urata             |
| 40238 -             | 1998 VR13                | 10 novembre 1998  | LINEAR                           |
| 40239 -             | 1998 VY16                | 10 novembre 1998  | LINEAR                           |
| 40240 -             | 1998 VV37                | 10 novembre 1998  | LINEAR                           |
| 40241 Deienno       | 1998 VA46                | 15 novembre 1998  | LONEOS                           |
| 40242 -             | 1998 VU46                | 14 novembre 1998  | Spacewatch                       |
| 40243 -             | 1998 WH1                 | 18 novembre 1998  | CSS                              |
| 40244 -             | 1998 WP4                 | 17 novembre 1998  | CSS                              |
| 40245 -             | 1998 WO7                 | 23 novembre 1998  | LINEAR                           |
| 40246 -             | 1998 WV18                | 21 novembre 1998  | LINEAR                           |
| 40247 -             | 1998 XK4                 | 11 dicembre 1998  | LINEAR                           |
| 40248 Yukikajiura   | 1998 XF5                 | 12 dicembre 1998  | R. A. Tucker                     |
| 40249 -             | 1998 XM11                | 13 dicembre 1998  | T. Kobayashi                     |
| 40250 -             | 1998 XG16                | 14 dicembre 1998  | LINEAR                           |
| 40251 -             | 1998 XK87                | 15 dicembre 1998  | LINEAR                           |
| 40252 -             | 1998 YE6                 | 22 dicembre 1998  | CSS                              |
| 40253 -             | 1999 BB1                 | 17 gennaio 1999   | CSS                              |
| 40254 -             | 1999 BB26                | 21 gennaio 1999   | S. Donati, M. M. M. Santangelo   |
| 40255 -             | 1999 CN4                 | 12 febbraio 1999  | P. G. Comba                      |
| 40256 -             | 1999 CM6                 | 10 febbraio 1999  | LINEAR                           |
| 40257 -             | 1999 CZ56                | 10 febbraio 1999  | LINEAR                           |
| 40258 -             | 1999 CF61                | 12 febbraio 1999  | LINEAR                           |
| 40259 -             | 1999 CZ85                | 10 febbraio 1999  | LINEAR                           |
| 40260 -             | 1999 CU98                | 10 febbraio 1999  | LINEAR                           |
| 40261 -             | 1999 CD117               | 12 febbraio 1999  | LINEAR                           |
| 40262 -             | 1999 CF156               | 7 febbraio 1999   | Spacewatch                       |
| 40263 -             | 1999 FQ5                 | 18 marzo 1999     | Spacewatch                       |
| 40264 -             | 1999 FJ7                 | 20 marzo 1999     | LINEAR                           |
| 40265 -             | 1999 FQ22                | 19 marzo 1999     | LINEAR                           |
| 40266 -             | 1999 GS                  | 5 aprile 1999     | K. Korlević                      |
| 40267 -             | 1999 GJ4                 | 10 aprile 1999    | LINEAR                           |
| 40268 -             | 1999 GU8                 | 10 aprile 1999    | LONEOS                           |
| 40269 -             | 1999 GP25                | 6 aprile 1999     | LINEAR                           |
| 40270 -             | 1999 JE                  | 6 maggio 1999     | LINEAR                           |
| 40271 -             | 1999 JT                  | 4 maggio 1999     | BAO Schmidt CCD Asteroid Program |
| 40272 -             | 1999 JA7                 | 8 maggio 1999     | CSS                              |
| 40273 -             | 1999 JS7                 | 13 maggio 1999    | J. Broughton                     |
| 40274 -             | 1999 JT14                | 10 maggio 1999    | LINEAR                           |
| 40275 -             | 1999 JW15                | 10 maggio 1999    | LINEAR                           |
| 40276 -             | 1999 JR19                | 10 maggio 1999    | LINEAR                           |
| 40277 -             | 1999 JL30                | 10 maggio 1999    | LINEAR                           |
| 40278 -             | 1999 JC34                | 10 maggio 1999    | LINEAR                           |
| 40279 -             | 1999 JD35                | 10 maggio 1999    | LINEAR                           |
| 40280 -             | 1999 JV44                | 10 maggio 1999    | LINEAR                           |
| 40281 -             | 1999 JY47                | 10 maggio 1999    | LINEAR                           |
| 40282 -             | 1999 JD48                | 10 maggio 1999    | LINEAR                           |
| 40283 -             | 1999 JO50                | 10 maggio 1999    | LINEAR                           |
| 40284 -             | 1999 JE52                | 10 maggio 1999    | LINEAR                           |
| 40285 -             | 1999 JT52                | 10 maggio 1999    | LINEAR                           |
| 40286 -             | 1999 JN53                | 10 maggio 1999    | LINEAR                           |
| 40287 -             | 1999 JS61                | 10 maggio 1999    | LINEAR                           |
| 40288 -             | 1999 JP64                | 10 maggio 1999    | LINEAR                           |
| 40289 -             | 1999 JS64                | 10 maggio 1999    | LINEAR                           |
| 40290 -             | 1999 JV64                | 10 maggio 1999    | LINEAR                           |
| 40291 -             | 1999 JX71                | 12 maggio 1999    | LINEAR                           |
| 40292 -             | 1999 JD72                | 12 maggio 1999    | LINEAR                           |
| 40293 -             | 1999 JG73                | 12 maggio 1999    | LINEAR                           |
| 40294 -             | 1999 JT73                | 12 maggio 1999    | LINEAR                           |
| 40295 -             | 1999 JX73                | 12 maggio 1999    | LINEAR                           |
| 40296 -             | 1999 JE74                | 12 maggio 1999    | LINEAR                           |
| 40297 -             | 1999 JJ74                | 12 maggio 1999    | LINEAR                           |
| 40298 -             | 1999 JD81                | 13 maggio 1999    | LINEAR                           |
| 40299 -             | 1999 JN90                | 12 maggio 1999    | LINEAR                           |
| 40300 -             | 1999 JT93                | 12 maggio 1999    | LINEAR                           |

## 40301-40400
| Nome      | Designazione provvisoria | Data di scoperta | Scopritore                    |
| --------- | ------------------------ | ---------------- | ----------------------------- |
| 40301 -   | 1999 JU93                | 12 maggio 1999   | LINEAR                        |
| 40302 -   | 1999 JD98                | 12 maggio 1999   | LINEAR                        |
| 40303 -   | 1999 JU98                | 12 maggio 1999   | LINEAR                        |
| 40304 -   | 1999 JX104               | 12 maggio 1999   | LINEAR                        |
| 40305 -   | 1999 JP111               | 13 maggio 1999   | LINEAR                        |
| 40306 -   | 1999 JN112               | 13 maggio 1999   | LINEAR                        |
| 40307 -   | 1999 JN115               | 13 maggio 1999   | LINEAR                        |
| 40308 -   | 1999 JV120               | 13 maggio 1999   | LINEAR                        |
| 40309 -   | 1999 JH131               | 13 maggio 1999   | LINEAR                        |
| 40310 -   | 1999 KU4                 | 18 maggio 1999   | LINEAR                        |
| 40311 -   | 1999 KH13                | 18 maggio 1999   | LINEAR                        |
| 40312 -   | 1999 KZ13                | 18 maggio 1999   | LINEAR                        |
| 40313 -   | 1999 KV14                | 18 maggio 1999   | LINEAR                        |
| 40314 -   | 1999 KR16                | 16 maggio 1999   | A. C. Delsanti, O. R. Hainaut |
| 40315 -   | 1999 LS                  | 4 giugno 1999    | LINEAR                        |
| 40316 -   | 1999 LU4                 | 7 giugno 1999    | LINEAR                        |
| 40317 -   | 1999 LO7                 | 9 giugno 1999    | CSS                           |
| 40318 -   | 1999 LQ9                 | 8 giugno 1999    | LINEAR                        |
| 40319 -   | 1999 LR11                | 9 giugno 1999    | LINEAR                        |
| 40320 -   | 1999 LP14                | 9 giugno 1999    | LINEAR                        |
| 40321 -   | 1999 LA21                | 9 giugno 1999    | LINEAR                        |
| 40322 -   | 1999 LU23                | 9 giugno 1999    | LINEAR                        |
| 40323 -   | 1999 LF25                | 9 giugno 1999    | LINEAR                        |
| 40324 -   | 1999 LY30                | 12 giugno 1999   | Spacewatch                    |
| 40325 -   | 1999 LW33                | 11 giugno 1999   | CSS                           |
| 40326 -   | 1999 MA                  | 18 giugno 1999   | P. G. Comba                   |
| 40327 -   | 1999 MB                  | 17 giugno 1999   | J. Broughton                  |
| 40328 Dow | 1999 MK                  | 20 giugno 1999   | D. Healy                      |
| 40329 -   | 1999 ML                  | 20 giugno 1999   | CSS                           |
| 40330 -   | 1999 MN1                 | 20 giugno 1999   | LONEOS                        |
| 40331 -   | 1999 MS1                 | 17 giugno 1999   | G. Hug, G. Bell               |
| 40332 -   | 1999 NK                  | 6 luglio 1999    | J. Broughton                  |
| 40333 -   | 1999 NO1                 | 12 luglio 1999   | LINEAR                        |
| 40334 -   | 1999 NS4                 | 11 luglio 1999   | K. Korlević                   |
| 40335 -   | 1999 NJ5                 | 15 luglio 1999   | K. Korlević                   |
| 40336 -   | 1999 NG6                 | 13 luglio 1999   | LINEAR                        |
| 40337 -   | 1999 NN7                 | 13 luglio 1999   | LINEAR                        |
| 40338 -   | 1999 NB8                 | 13 luglio 1999   | LINEAR                        |
| 40339 -   | 1999 NF8                 | 13 luglio 1999   | LINEAR                        |
| 40340 -   | 1999 NR8                 | 13 luglio 1999   | LINEAR                        |
| 40341 -   | 1999 NU8                 | 13 luglio 1999   | LINEAR                        |
| 40342 -   | 1999 NB9                 | 13 luglio 1999   | LINEAR                        |
| 40343 -   | 1999 NH9                 | 13 luglio 1999   | LINEAR                        |
| 40344 -   | 1999 NN9                 | 13 luglio 1999   | LINEAR                        |
| 40345 -   | 1999 NT9                 | 13 luglio 1999   | LINEAR                        |
| 40346 -   | 1999 ND10                | 13 luglio 1999   | LINEAR                        |
| 40347 -   | 1999 NH10                | 13 luglio 1999   | LINEAR                        |
| 40348 -   | 1999 NO10                | 13 luglio 1999   | LINEAR                        |
| 40349 -   | 1999 NF11                | 13 luglio 1999   | LINEAR                        |
| 40350 -   | 1999 NO11                | 13 luglio 1999   | LINEAR                        |
| 40351 -   | 1999 NZ11                | 13 luglio 1999   | LINEAR                        |
| 40352 -   | 1999 ND12                | 13 luglio 1999   | LINEAR                        |
| 40353 -   | 1999 NB13                | 14 luglio 1999   | LINEAR                        |
| 40354 -   | 1999 NQ15                | 14 luglio 1999   | LINEAR                        |
| 40355 -   | 1999 NH17                | 14 luglio 1999   | LINEAR                        |
| 40356 -   | 1999 NZ17                | 14 luglio 1999   | LINEAR                        |
| 40357 -   | 1999 NM18                | 14 luglio 1999   | LINEAR                        |
| 40358 -   | 1999 ND19                | 14 luglio 1999   | LINEAR                        |
| 40359 -   | 1999 NT20                | 14 luglio 1999   | LINEAR                        |
| 40360 -   | 1999 NE21                | 14 luglio 1999   | LINEAR                        |
| 40361 -   | 1999 NG21                | 14 luglio 1999   | LINEAR                        |
| 40362 -   | 1999 NY21                | 14 luglio 1999   | LINEAR                        |
| 40363 -   | 1999 NM23                | 14 luglio 1999   | LINEAR                        |
| 40364 -   | 1999 ND24                | 14 luglio 1999   | LINEAR                        |
| 40365 -   | 1999 NE26                | 14 luglio 1999   | LINEAR                        |
| 40366 -   | 1999 NF27                | 14 luglio 1999   | LINEAR                        |
| 40367 -   | 1999 NA28                | 14 luglio 1999   | LINEAR                        |
| 40368 -   | 1999 NS28                | 14 luglio 1999   | LINEAR                        |
| 40369 -   | 1999 NY28                | 14 luglio 1999   | LINEAR                        |
| 40370 -   | 1999 NZ28                | 14 luglio 1999   | LINEAR                        |
| 40371 -   | 1999 NF30                | 14 luglio 1999   | LINEAR                        |
| 40372 -   | 1999 NG34                | 14 luglio 1999   | LINEAR                        |
| 40373 -   | 1999 NF36                | 14 luglio 1999   | LINEAR                        |
| 40374 -   | 1999 NG36                | 14 luglio 1999   | LINEAR                        |
| 40375 -   | 1999 NO36                | 14 luglio 1999   | LINEAR                        |
| 40376 -   | 1999 NF37                | 14 luglio 1999   | LINEAR                        |
| 40377 -   | 1999 NM39                | 14 luglio 1999   | LINEAR                        |
| 40378 -   | 1999 NW40                | 14 luglio 1999   | LINEAR                        |
| 40379 -   | 1999 NG41                | 14 luglio 1999   | LINEAR                        |
| 40380 -   | 1999 NX42                | 14 luglio 1999   | LINEAR                        |
| 40381 -   | 1999 NK44                | 13 luglio 1999   | LINEAR                        |
| 40382 -   | 1999 NK47                | 13 luglio 1999   | LINEAR                        |
| 40383 -   | 1999 NW47                | 13 luglio 1999   | LINEAR                        |
| 40384 -   | 1999 NC49                | 13 luglio 1999   | LINEAR                        |
| 40385 -   | 1999 NE49                | 13 luglio 1999   | LINEAR                        |
| 40386 -   | 1999 NK49                | 13 luglio 1999   | LINEAR                        |
| 40387 -   | 1999 NL49                | 13 luglio 1999   | LINEAR                        |
| 40388 -   | 1999 NY49                | 13 luglio 1999   | LINEAR                        |
| 40389 -   | 1999 ND50                | 13 luglio 1999   | LINEAR                        |
| 40390 -   | 1999 NR51                | 12 luglio 1999   | LINEAR                        |
| 40391 -   | 1999 NR52                | 12 luglio 1999   | LINEAR                        |
| 40392 -   | 1999 NS53                | 12 luglio 1999   | LINEAR                        |
| 40393 -   | 1999 NW53                | 12 luglio 1999   | LINEAR                        |
| 40394 -   | 1999 NX53                | 12 luglio 1999   | LINEAR                        |
| 40395 -   | 1999 NP54                | 12 luglio 1999   | LINEAR                        |
| 40396 -   | 1999 NT54                | 12 luglio 1999   | LINEAR                        |
| 40397 -   | 1999 NY55                | 12 luglio 1999   | LINEAR                        |
| 40398 -   | 1999 NL57                | 13 luglio 1999   | LINEAR                        |
| 40399 -   | 1999 NW63                | 14 luglio 1999   | LINEAR                        |
| 40400 -   | 1999 NJ64                | 14 luglio 1999   | LINEAR                        |

## 40401-40500
| Nome               | Designazione provvisoria | Data di scoperta  | Scopritore               |
| ------------------ | ------------------------ | ----------------- | ------------------------ |
| 40401 -            | 1999 NS64                | 14 luglio 1999    | LINEAR                   |
| 40402 -            | 1999 NY64                | 14 luglio 1999    | LINEAR                   |
| 40403 -            | 1999 NJ65                | 12 luglio 1999    | LINEAR                   |
| 40404 -            | 1999 OB                  | 16 luglio 1999    | K. Korlević              |
| 40405 -            | 1999 OU                  | 17 luglio 1999    | W. Bickel                |
| 40406 -            | 1999 OR1                 | 16 luglio 1999    | LINEAR                   |
| 40407 -            | 1999 QT2                 | 31 agosto 1999    | T. Urata                 |
| 40408 -            | 1999 RO2                 | 4 settembre 1999  | CSS                      |
| 40409 Taichikato   | 1999 RS2                 | 6 settembre 1999  | G. Masi                  |
| 40410 Příhoda      | 1999 RJ3                 | 4 settembre 1999  | L. Šarounová             |
| 40411 -            | 1999 RM3                 | 6 settembre 1999  | T. Kagawa                |
| 40412 -            | 1999 RE9                 | 4 settembre 1999  | Spacewatch               |
| 40413 -            | 1999 RS10                | 7 settembre 1999  | LINEAR                   |
| 40414 -            | 1999 RP11                | 7 settembre 1999  | LINEAR                   |
| 40415 -            | 1999 RB13                | 7 settembre 1999  | LINEAR                   |
| 40416 -            | 1999 RO14                | 7 settembre 1999  | LINEAR                   |
| 40417 -            | 1999 RD16                | 7 settembre 1999  | LINEAR                   |
| 40418 -            | 1999 RK19                | 7 settembre 1999  | LINEAR                   |
| 40419 -            | 1999 RV20                | 7 settembre 1999  | LINEAR                   |
| 40420 -            | 1999 RJ21                | 7 settembre 1999  | LINEAR                   |
| 40421 -            | 1999 RZ22                | 7 settembre 1999  | LINEAR                   |
| 40422 -            | 1999 RF23                | 7 settembre 1999  | LINEAR                   |
| 40423 -            | 1999 RJ23                | 7 settembre 1999  | LINEAR                   |
| 40424 -            | 1999 RB24                | 7 settembre 1999  | LINEAR                   |
| 40425 -            | 1999 RQ25                | 7 settembre 1999  | LINEAR                   |
| 40426 -            | 1999 RV25                | 7 settembre 1999  | LINEAR                   |
| 40427 -            | 1999 RN26                | 7 settembre 1999  | LINEAR                   |
| 40428 -            | 1999 RZ26                | 7 settembre 1999  | LINEAR                   |
| 40429 -            | 1999 RL27                | 7 settembre 1999  | K. Korlević              |
| 40430 -            | 1999 RL28                | 7 settembre 1999  | LINEAR                   |
| 40431 -            | 1999 RK29                | 8 settembre 1999  | LINEAR                   |
| 40432 -            | 1999 RW29                | 8 settembre 1999  | LINEAR                   |
| 40433 -            | 1999 RQ30                | 8 settembre 1999  | LINEAR                   |
| 40434 -            | 1999 RH32                | 9 settembre 1999  | K. Korlević              |
| 40435 -            | 1999 RL32                | 9 settembre 1999  | K. Korlević              |
| 40436 Sylviecoyaud | 1999 RQ32                | 10 settembre 1999 | Campo Catino             |
| 40437 -            | 1999 RU33                | 6 settembre 1999  | G. Bell, G. Hug          |
| 40438 -            | 1999 RV33                | 6 settembre 1999  | G. Bell, G. Hug          |
| 40439 -            | 1999 RF34                | 9 settembre 1999  | K. Korlević              |
| 40440 Dobrovský    | 1999 RU34                | 11 settembre 1999 | P. Pravec, P. Kušnirák   |
| 40441 Jungmann     | 1999 RW34                | 11 settembre 1999 | P. Pravec, P. Kušnirák   |
| 40442 -            | 1999 RO35                | 11 settembre 1999 | K. Korlević              |
| 40443 -            | 1999 RU35                | 7 settembre 1999  | E. W. Elst               |
| 40444 Palacký      | 1999 RV35                | 12 settembre 1999 | P. Pravec, M. Wolf       |
| 40445 -            | 1999 RY35                | 12 settembre 1999 | P. G. Comba              |
| 40446 -            | 1999 RN36                | 12 settembre 1999 | Črni Vrh                 |
| 40447 Lorenzoni    | 1999 RC37                | 11 settembre 1999 | Osservatorio San Vittore |
| 40448 -            | 1999 RT37                | 12 settembre 1999 | K. Korlević              |
| 40449 -            | 1999 RV37                | 12 settembre 1999 | K. Korlević              |
| 40450 -            | 1999 RX37                | 12 settembre 1999 | K. Korlević              |
| 40451 -            | 1999 RD38                | 13 settembre 1999 | K. Korlević              |
| 40452 -            | 1999 RV38                | 12 settembre 1999 | J. Broughton             |
| 40453 -            | 1999 RX38                | 13 settembre 1999 | J. Broughton             |
| 40454 -            | 1999 RY39                | 12 settembre 1999 | CSS                      |
| 40455 -            | 1999 RC40                | 12 settembre 1999 | CSS                      |
| 40456 -            | 1999 RV41                | 13 settembre 1999 | K. Korlević              |
| 40457 Williamkuhn  | 1999 RG43                | 4 settembre 1999  | M. Collins, M. White     |
| 40458 -            | 1999 RH43                | 14 settembre 1999 | K. Korlević              |
| 40459 Rektorys     | 1999 RK43                | 14 settembre 1999 | P. Pravec, P. Kušnirák   |
| 40460 -            | 1999 RV43                | 15 settembre 1999 | K. Korlević              |
| 40461 -            | 1999 RW43                | 15 settembre 1999 | K. Korlević              |
| 40462 -            | 1999 RC44                | 15 settembre 1999 | Višnjan Observatory      |
| 40463 Frankkameny  | 1999 RE44                | 15 settembre 1999 | G. W. Billings           |
| 40464 -            | 1999 RM44                | 8 settembre 1999  | LINEAR                   |
| 40465 -            | 1999 RQ44                | 14 settembre 1999 | K. Korlević              |
| 40466 -            | 1999 RU44                | 14 settembre 1999 | Črni Vrh                 |
| 40467 -            | 1999 RE46                | 7 settembre 1999  | LINEAR                   |
| 40468 -            | 1999 RF46                | 7 settembre 1999  | LINEAR                   |
| 40469 -            | 1999 RM47                | 7 settembre 1999  | LINEAR                   |
| 40470 -            | 1999 RN47                | 7 settembre 1999  | LINEAR                   |
| 40471 -            | 1999 RX47                | 7 settembre 1999  | LINEAR                   |
| 40472 -            | 1999 RU49                | 7 settembre 1999  | LINEAR                   |
| 40473 -            | 1999 RR50                | 7 settembre 1999  | LINEAR                   |
| 40474 -            | 1999 RG51                | 7 settembre 1999  | LINEAR                   |
| 40475 -            | 1999 RE53                | 7 settembre 1999  | LINEAR                   |
| 40476 -            | 1999 RH53                | 7 settembre 1999  | LINEAR                   |
| 40477 -            | 1999 RS54                | 7 settembre 1999  | LINEAR                   |
| 40478 -            | 1999 RT54                | 7 settembre 1999  | LINEAR                   |
| 40479 -            | 1999 RQ60                | 7 settembre 1999  | LINEAR                   |
| 40480 -            | 1999 RK61                | 7 settembre 1999  | LINEAR                   |
| 40481 -            | 1999 RQ61                | 7 settembre 1999  | LINEAR                   |
| 40482 -            | 1999 RA62                | 7 settembre 1999  | LINEAR                   |
| 40483 -            | 1999 RE62                | 7 settembre 1999  | LINEAR                   |
| 40484 -            | 1999 RA63                | 7 settembre 1999  | LINEAR                   |
| 40485 -            | 1999 RY63                | 7 settembre 1999  | LINEAR                   |
| 40486 -            | 1999 RJ64                | 7 settembre 1999  | LINEAR                   |
| 40487 -            | 1999 RP66                | 7 settembre 1999  | LINEAR                   |
| 40488 -            | 1999 RV66                | 7 settembre 1999  | LINEAR                   |
| 40489 -            | 1999 RH67                | 7 settembre 1999  | LINEAR                   |
| 40490 -            | 1999 RY67                | 7 settembre 1999  | LINEAR                   |
| 40491 -            | 1999 RJ68                | 7 settembre 1999  | LINEAR                   |
| 40492 -            | 1999 RO69                | 7 settembre 1999  | LINEAR                   |
| 40493 -            | 1999 RD71                | 7 settembre 1999  | LINEAR                   |
| 40494 -            | 1999 RG72                | 7 settembre 1999  | LINEAR                   |
| 40495 -            | 1999 RQ74                | 7 settembre 1999  | LINEAR                   |
| 40496 -            | 1999 RD76                | 7 settembre 1999  | LINEAR                   |
| 40497 -            | 1999 RR78                | 7 settembre 1999  | LINEAR                   |
| 40498 -            | 1999 RG80                | 7 settembre 1999  | LINEAR                   |
| 40499 -            | 1999 RK81                | 7 settembre 1999  | LINEAR                   |
| 40500 -            | 1999 RE82                | 7 settembre 1999  | LINEAR                   |

## 40501-40600
| Nome    | Designazione provvisoria | Data di scoperta | Scopritore |
| ------- | ------------------------ | ---------------- | ---------- |
| 40501 - | 1999 RM82                | 7 settembre 1999 | LINEAR     |
| 40502 - | 1999 RT82                | 7 settembre 1999 | LINEAR     |
| 40503 - | 1999 RA83                | 7 settembre 1999 | LINEAR     |
| 40504 - | 1999 RC84                | 7 settembre 1999 | LINEAR     |
| 40505 - | 1999 RJ84                | 7 settembre 1999 | LINEAR     |
| 40506 - | 1999 RB86                | 7 settembre 1999 | LINEAR     |
| 40507 - | 1999 RK86                | 7 settembre 1999 | LINEAR     |
| 40508 - | 1999 RU86                | 7 settembre 1999 | LINEAR     |
| 40509 - | 1999 RJ87                | 7 settembre 1999 | LINEAR     |
| 40510 - | 1999 RU87                | 7 settembre 1999 | LINEAR     |
| 40511 - | 1999 RE88                | 7 settembre 1999 | LINEAR     |
| 40512 - | 1999 RP88                | 7 settembre 1999 | LINEAR     |
| 40513 - | 1999 RS88                | 7 settembre 1999 | LINEAR     |
| 40514 - | 1999 RC89                | 7 settembre 1999 | LINEAR     |
| 40515 - | 1999 RE89                | 7 settembre 1999 | LINEAR     |
| 40516 - | 1999 RY89                | 7 settembre 1999 | LINEAR     |
| 40517 - | 1999 RA92                | 7 settembre 1999 | LINEAR     |
| 40518 - | 1999 RZ93                | 7 settembre 1999 | LINEAR     |
| 40519 - | 1999 RQ94                | 7 settembre 1999 | LINEAR     |
| 40520 - | 1999 RG95                | 7 settembre 1999 | LINEAR     |
| 40521 - | 1999 RL95                | 7 settembre 1999 | LINEAR     |
| 40522 - | 1999 RT95                | 7 settembre 1999 | LINEAR     |
| 40523 - | 1999 RX95                | 7 settembre 1999 | LINEAR     |
| 40524 - | 1999 RA96                | 7 settembre 1999 | LINEAR     |
| 40525 - | 1999 RO96                | 7 settembre 1999 | LINEAR     |
| 40526 - | 1999 RV96                | 7 settembre 1999 | LINEAR     |
| 40527 - | 1999 RS98                | 7 settembre 1999 | LINEAR     |
| 40528 - | 1999 RT98                | 7 settembre 1999 | LINEAR     |
| 40529 - | 1999 RC99                | 7 settembre 1999 | LINEAR     |
| 40530 - | 1999 RE99                | 8 settembre 1999 | LINEAR     |
| 40531 - | 1999 RB100               | 8 settembre 1999 | LINEAR     |
| 40532 - | 1999 RY100               | 8 settembre 1999 | LINEAR     |
| 40533 - | 1999 RH102               | 8 settembre 1999 | LINEAR     |
| 40534 - | 1999 RT102               | 8 settembre 1999 | LINEAR     |
| 40535 - | 1999 RG103               | 8 settembre 1999 | LINEAR     |
| 40536 - | 1999 RL103               | 8 settembre 1999 | LINEAR     |
| 40537 - | 1999 RT103               | 8 settembre 1999 | LINEAR     |
| 40538 - | 1999 RV103               | 8 settembre 1999 | LINEAR     |
| 40539 - | 1999 RL104               | 8 settembre 1999 | LINEAR     |
| 40540 - | 1999 RZ104               | 8 settembre 1999 | LINEAR     |
| 40541 - | 1999 RE106               | 8 settembre 1999 | LINEAR     |
| 40542 - | 1999 RS106               | 8 settembre 1999 | LINEAR     |
| 40543 - | 1999 RZ107               | 8 settembre 1999 | LINEAR     |
| 40544 - | 1999 RA108               | 8 settembre 1999 | LINEAR     |
| 40545 - | 1999 RO109               | 8 settembre 1999 | LINEAR     |
| 40546 - | 1999 RY109               | 8 settembre 1999 | LINEAR     |
| 40547 - | 1999 RH111               | 9 settembre 1999 | LINEAR     |
| 40548 - | 1999 RK112               | 9 settembre 1999 | LINEAR     |
| 40549 - | 1999 RP112               | 9 settembre 1999 | LINEAR     |
| 40550 - | 1999 RM113               | 9 settembre 1999 | LINEAR     |
| 40551 - | 1999 RS113               | 9 settembre 1999 | LINEAR     |
| 40552 - | 1999 RX114               | 9 settembre 1999 | LINEAR     |
| 40553 - | 1999 RE115               | 9 settembre 1999 | LINEAR     |
| 40554 - | 1999 RG115               | 9 settembre 1999 | LINEAR     |
| 40555 - | 1999 RM115               | 9 settembre 1999 | LINEAR     |
| 40556 - | 1999 RS115               | 9 settembre 1999 | LINEAR     |
| 40557 - | 1999 RX116               | 9 settembre 1999 | LINEAR     |
| 40558 - | 1999 RE118               | 9 settembre 1999 | LINEAR     |
| 40559 - | 1999 RO118               | 9 settembre 1999 | LINEAR     |
| 40560 - | 1999 RQ118               | 9 settembre 1999 | LINEAR     |
| 40561 - | 1999 RR118               | 9 settembre 1999 | LINEAR     |
| 40562 - | 1999 RB121               | 9 settembre 1999 | LINEAR     |
| 40563 - | 1999 RZ122               | 9 settembre 1999 | LINEAR     |
| 40564 - | 1999 RZ123               | 9 settembre 1999 | LINEAR     |
| 40565 - | 1999 RD124               | 9 settembre 1999 | LINEAR     |
| 40566 - | 1999 RE124               | 9 settembre 1999 | LINEAR     |
| 40567 - | 1999 RB126               | 9 settembre 1999 | LINEAR     |
| 40568 - | 1999 RF126               | 9 settembre 1999 | LINEAR     |
| 40569 - | 1999 RH128               | 9 settembre 1999 | LINEAR     |
| 40570 - | 1999 RV128               | 9 settembre 1999 | LINEAR     |
| 40571 - | 1999 RD129               | 9 settembre 1999 | LINEAR     |
| 40572 - | 1999 RP129               | 9 settembre 1999 | LINEAR     |
| 40573 - | 1999 RE130               | 9 settembre 1999 | LINEAR     |
| 40574 - | 1999 RO130               | 9 settembre 1999 | LINEAR     |
| 40575 - | 1999 RS130               | 9 settembre 1999 | LINEAR     |
| 40576 - | 1999 RM133               | 9 settembre 1999 | LINEAR     |
| 40577 - | 1999 RQ134               | 9 settembre 1999 | LINEAR     |
| 40578 - | 1999 RT134               | 9 settembre 1999 | LINEAR     |
| 40579 - | 1999 RJ135               | 9 settembre 1999 | LINEAR     |
| 40580 - | 1999 RN135               | 9 settembre 1999 | LINEAR     |
| 40581 - | 1999 RK136               | 9 settembre 1999 | LINEAR     |
| 40582 - | 1999 RC137               | 9 settembre 1999 | LINEAR     |
| 40583 - | 1999 RR137               | 9 settembre 1999 | LINEAR     |
| 40584 - | 1999 RJ140               | 9 settembre 1999 | LINEAR     |
| 40585 - | 1999 RL140               | 9 settembre 1999 | LINEAR     |
| 40586 - | 1999 RZ140               | 9 settembre 1999 | LINEAR     |
| 40587 - | 1999 RB141               | 9 settembre 1999 | LINEAR     |
| 40588 - | 1999 RF141               | 9 settembre 1999 | LINEAR     |
| 40589 - | 1999 RP141               | 9 settembre 1999 | LINEAR     |
| 40590 - | 1999 RQ141               | 9 settembre 1999 | LINEAR     |
| 40591 - | 1999 RR142               | 9 settembre 1999 | LINEAR     |
| 40592 - | 1999 RM143               | 9 settembre 1999 | LINEAR     |
| 40593 - | 1999 RZ144               | 9 settembre 1999 | LINEAR     |
| 40594 - | 1999 RW146               | 9 settembre 1999 | LINEAR     |
| 40595 - | 1999 RY146               | 9 settembre 1999 | LINEAR     |
| 40596 - | 1999 RA148               | 9 settembre 1999 | LINEAR     |
| 40597 - | 1999 RG149               | 9 settembre 1999 | LINEAR     |
| 40598 - | 1999 RM149               | 9 settembre 1999 | LINEAR     |
| 40599 - | 1999 RX150               | 9 settembre 1999 | LINEAR     |
| 40600 - | 1999 RZ150               | 9 settembre 1999 | LINEAR     |

## 40601-40700
| Nome           | Designazione provvisoria | Data di scoperta  | Scopritore |
| -------------- | ------------------------ | ----------------- | ---------- |
| 40601 -        | 1999 RQ151               | 9 settembre 1999  | LINEAR     |
| 40602 -        | 1999 RO152               | 9 settembre 1999  | LINEAR     |
| 40603 -        | 1999 RD154               | 9 settembre 1999  | LINEAR     |
| 40604 -        | 1999 RO154               | 9 settembre 1999  | LINEAR     |
| 40605 -        | 1999 RA155               | 9 settembre 1999  | LINEAR     |
| 40606 -        | 1999 RR157               | 9 settembre 1999  | LINEAR     |
| 40607 -        | 1999 RH158               | 9 settembre 1999  | LINEAR     |
| 40608 -        | 1999 RS159               | 9 settembre 1999  | LINEAR     |
| 40609 -        | 1999 RD160               | 9 settembre 1999  | LINEAR     |
| 40610 -        | 1999 RF160               | 9 settembre 1999  | LINEAR     |
| 40611 -        | 1999 RS160               | 9 settembre 1999  | LINEAR     |
| 40612 -        | 1999 RM162               | 9 settembre 1999  | LINEAR     |
| 40613 -        | 1999 RR162               | 9 settembre 1999  | LINEAR     |
| 40614 -        | 1999 RW162               | 9 settembre 1999  | LINEAR     |
| 40615 -        | 1999 RD163               | 9 settembre 1999  | LINEAR     |
| 40616 -        | 1999 RW163               | 9 settembre 1999  | LINEAR     |
| 40617 -        | 1999 RZ163               | 9 settembre 1999  | LINEAR     |
| 40618 -        | 1999 RG164               | 9 settembre 1999  | LINEAR     |
| 40619 -        | 1999 RQ165               | 9 settembre 1999  | LINEAR     |
| 40620 -        | 1999 RH168               | 9 settembre 1999  | LINEAR     |
| 40621 -        | 1999 RG169               | 9 settembre 1999  | LINEAR     |
| 40622 -        | 1999 RY169               | 9 settembre 1999  | LINEAR     |
| 40623 -        | 1999 RO170               | 9 settembre 1999  | LINEAR     |
| 40624 -        | 1999 RJ171               | 9 settembre 1999  | LINEAR     |
| 40625 -        | 1999 RJ172               | 9 settembre 1999  | LINEAR     |
| 40626 -        | 1999 RP172               | 9 settembre 1999  | LINEAR     |
| 40627 -        | 1999 RJ173               | 9 settembre 1999  | LINEAR     |
| 40628 -        | 1999 RV173               | 9 settembre 1999  | LINEAR     |
| 40629 -        | 1999 RX173               | 9 settembre 1999  | LINEAR     |
| 40630 -        | 1999 RA174               | 9 settembre 1999  | LINEAR     |
| 40631 -        | 1999 RX174               | 9 settembre 1999  | LINEAR     |
| 40632 -        | 1999 RJ175               | 9 settembre 1999  | LINEAR     |
| 40633 -        | 1999 RR177               | 9 settembre 1999  | LINEAR     |
| 40634 -        | 1999 RH178               | 9 settembre 1999  | LINEAR     |
| 40635 -        | 1999 RV179               | 9 settembre 1999  | LINEAR     |
| 40636 -        | 1999 RW179               | 9 settembre 1999  | LINEAR     |
| 40637 -        | 1999 RP180               | 9 settembre 1999  | LINEAR     |
| 40638 -        | 1999 RS180               | 9 settembre 1999  | LINEAR     |
| 40639 -        | 1999 RW180               | 9 settembre 1999  | LINEAR     |
| 40640 -        | 1999 RQ181               | 9 settembre 1999  | LINEAR     |
| 40641 -        | 1999 RV181               | 9 settembre 1999  | LINEAR     |
| 40642 -        | 1999 RW181               | 9 settembre 1999  | LINEAR     |
| 40643 -        | 1999 RG182               | 9 settembre 1999  | LINEAR     |
| 40644 -        | 1999 RH183               | 9 settembre 1999  | LINEAR     |
| 40645 -        | 1999 RS183               | 9 settembre 1999  | LINEAR     |
| 40646 -        | 1999 RV184               | 9 settembre 1999  | LINEAR     |
| 40647 -        | 1999 RD185               | 9 settembre 1999  | LINEAR     |
| 40648 -        | 1999 RO185               | 9 settembre 1999  | LINEAR     |
| 40649 -        | 1999 RY186               | 9 settembre 1999  | LINEAR     |
| 40650 -        | 1999 RS187               | 9 settembre 1999  | LINEAR     |
| 40651 -        | 1999 RJ189               | 9 settembre 1999  | LINEAR     |
| 40652 -        | 1999 RP189               | 9 settembre 1999  | LINEAR     |
| 40653 -        | 1999 RS190               | 10 settembre 1999 | LINEAR     |
| 40654 -        | 1999 RH191               | 11 settembre 1999 | LINEAR     |
| 40655 -        | 1999 RM191               | 15 settembre 1999 | Spacewatch |
| 40656 -        | 1999 RY191               | 11 settembre 1999 | LINEAR     |
| 40657 -        | 1999 RE192               | 13 settembre 1999 | LINEAR     |
| 40658 -        | 1999 RD193               | 13 settembre 1999 | LINEAR     |
| 40659 -        | 1999 RK193               | 13 settembre 1999 | LINEAR     |
| 40660 -        | 1999 RH194               | 7 settembre 1999  | LINEAR     |
| 40661 -        | 1999 RS194               | 7 settembre 1999  | LINEAR     |
| 40662 -        | 1999 RD195               | 8 settembre 1999  | LINEAR     |
| 40663 -        | 1999 RR195               | 8 settembre 1999  | LINEAR     |
| 40664 -        | 1999 RF196               | 8 settembre 1999  | LINEAR     |
| 40665 -        | 1999 RE197               | 8 settembre 1999  | LINEAR     |
| 40666 -        | 1999 RS197               | 8 settembre 1999  | LINEAR     |
| 40667 -        | 1999 RB200               | 8 settembre 1999  | LINEAR     |
| 40668 -        | 1999 RX200               | 8 settembre 1999  | LINEAR     |
| 40669 -        | 1999 RN201               | 8 settembre 1999  | LINEAR     |
| 40670 -        | 1999 RW201               | 8 settembre 1999  | LINEAR     |
| 40671 -        | 1999 RE202               | 8 settembre 1999  | LINEAR     |
| 40672 -        | 1999 RJ202               | 8 settembre 1999  | LINEAR     |
| 40673 -        | 1999 RL203               | 8 settembre 1999  | LINEAR     |
| 40674 -        | 1999 RX203               | 8 settembre 1999  | LINEAR     |
| 40675 -        | 1999 RU205               | 8 settembre 1999  | LINEAR     |
| 40676 -        | 1999 RN206               | 8 settembre 1999  | LINEAR     |
| 40677 -        | 1999 RP206               | 8 settembre 1999  | LINEAR     |
| 40678 -        | 1999 RY206               | 8 settembre 1999  | LINEAR     |
| 40679 -        | 1999 RO207               | 8 settembre 1999  | LINEAR     |
| 40680 -        | 1999 RY209               | 8 settembre 1999  | LINEAR     |
| 40681 -        | 1999 RL211               | 8 settembre 1999  | LINEAR     |
| 40682 -        | 1999 RM211               | 8 settembre 1999  | LINEAR     |
| 40683 -        | 1999 RB213               | 9 settembre 1999  | LINEAR     |
| 40684 Vanhoeck | 1999 RE214               | 8 settembre 1999  | T. Pauwels |
| 40685 -        | 1999 RL217               | 3 settembre 1999  | LONEOS     |
| 40686 -        | 1999 RD220               | 4 settembre 1999  | LONEOS     |
| 40687 -        | 1999 RS220               | 5 settembre 1999  | CSS        |
| 40688 -        | 1999 RL223               | 7 settembre 1999  | LINEAR     |
| 40689 -        | 1999 RG224               | 7 settembre 1999  | LONEOS     |
| 40690 -        | 1999 RV225               | 4 settembre 1999  | CSS        |
| 40691 -        | 1999 RH227               | 5 settembre 1999  | CSS        |
| 40692 -        | 1999 RE228               | 8 settembre 1999  | CSS        |
| 40693 -        | 1999 RX229               | 8 settembre 1999  | CSS        |
| 40694 -        | 1999 RY230               | 8 settembre 1999  | CSS        |
| 40695 -        | 1999 RA231               | 8 settembre 1999  | CSS        |
| 40696 -        | 1999 RU231               | 9 settembre 1999  | LONEOS     |
| 40697 -        | 1999 RZ231               | 9 settembre 1999  | LONEOS     |
| 40698 -        | 1999 RT232               | 8 settembre 1999  | CSS        |
| 40699 -        | 1999 RB235               | 8 settembre 1999  | CSS        |
| 40700 -        | 1999 RF235               | 8 settembre 1999  | CSS        |

## 40701-40800
| Nome                  | Designazione provvisoria | Data di scoperta  | Scopritore                       |
| --------------------- | ------------------------ | ----------------- | -------------------------------- |
| 40701 -               | 1999 RG235               | 8 settembre 1999  | CSS                              |
| 40702 -               | 1999 RH236               | 8 settembre 1999  | CSS                              |
| 40703 -               | 1999 RR237               | 8 settembre 1999  | CSS                              |
| 40704 -               | 1999 RB238               | 8 settembre 1999  | CSS                              |
| 40705 -               | 1999 RG239               | 8 settembre 1999  | CSS                              |
| 40706 Milam           | 1999 RO240               | 11 settembre 1999 | LONEOS                           |
| 40707 -               | 1999 RV240               | 11 settembre 1999 | LONEOS                           |
| 40708 -               | 1999 RR242               | 4 settembre 1999  | LONEOS                           |
| 40709 -               | 1999 RW242               | 4 settembre 1999  | LONEOS                           |
| 40710 -               | 1999 RS245               | 7 settembre 1999  | LONEOS                           |
| 40711 -               | 1999 RU245               | 7 settembre 1999  | LONEOS                           |
| 40712 -               | 1999 RB246               | 7 settembre 1999  | LONEOS                           |
| 40713 -               | 1999 RT248               | 7 settembre 1999  | Spacewatch                       |
| 40714 -               | 1999 RS252               | 8 settembre 1999  | LINEAR                           |
| 40715 -               | 1999 RX253               | 7 settembre 1999  | LINEAR                           |
| 40716 -               | 1999 SL                  | 16 settembre 1999 | J. Broughton                     |
| 40717 -               | 1999 SC2                 | 18 settembre 1999 | LINEAR                           |
| 40718 -               | 1999 SU2                 | 21 settembre 1999 | L. Šarounová                     |
| 40719 -               | 1999 SZ2                 | 29 settembre 1999 | LINEAR                           |
| 40720 -               | 1999 SL6                 | 30 settembre 1999 | LINEAR                           |
| 40721 -               | 1999 SM6                 | 30 settembre 1999 | LINEAR                           |
| 40722 -               | 1999 SO6                 | 30 settembre 1999 | LINEAR                           |
| 40723 -               | 1999 SF7                 | 29 settembre 1999 | LINEAR                           |
| 40724 -               | 1999 SY8                 | 29 settembre 1999 | LINEAR                           |
| 40725 -               | 1999 SP9                 | 30 settembre 1999 | Stroncone                        |
| 40726 -               | 1999 SG11                | 30 settembre 1999 | CSS                              |
| 40727 -               | 1999 SQ11                | 30 settembre 1999 | CSS                              |
| 40728 -               | 1999 SS11                | 30 settembre 1999 | CSS                              |
| 40729 -               | 1999 SJ12                | 30 settembre 1999 | LINEAR                           |
| 40730 -               | 1999 SY12                | 30 settembre 1999 | LINEAR                           |
| 40731 -               | 1999 SB13                | 30 settembre 1999 | LINEAR                           |
| 40732 -               | 1999 SC13                | 30 settembre 1999 | LINEAR                           |
| 40733 -               | 1999 SM17                | 30 settembre 1999 | LINEAR                           |
| 40734 -               | 1999 SB19                | 30 settembre 1999 | LINEAR                           |
| 40735 -               | 1999 SU19                | 30 settembre 1999 | LINEAR                           |
| 40736 -               | 1999 SD20                | 30 settembre 1999 | LINEAR                           |
| 40737 -               | 1999 SE20                | 30 settembre 1999 | LINEAR                           |
| 40738 -               | 1999 SG20                | 30 settembre 1999 | LINEAR                           |
| 40739 -               | 1999 SX25                | 30 settembre 1999 | CSS                              |
| 40740 -               | 1999 SF27                | 30 settembre 1999 | CSS                              |
| 40741 -               | 1999 TD                  | 1 ottobre 1999    | D. K. Chesney                    |
| 40742 -               | 1999 TK                  | 2 ottobre 1999    | P. G. Comba                      |
| 40743 -               | 1999 TL                  | 2 ottobre 1999    | P. G. Comba                      |
| 40744 -               | 1999 TG1                 | 1 ottobre 1999    | K. Korlević                      |
| 40745 -               | 1999 TN2                 | 2 ottobre 1999    | C. W. Juels                      |
| 40746 -               | 1999 TP2                 | 2 ottobre 1999    | C. W. Juels                      |
| 40747 -               | 1999 TK5                 | 2 ottobre 1999    | D. K. Chesney                    |
| 40748 -               | 1999 TO5                 | 1 ottobre 1999    | K. Korlević, M. Jurić            |
| 40749 -               | 1999 TP6                 | 6 ottobre 1999    | K. Korlević, M. Jurić            |
| 40750 -               | 1999 TA7                 | 6 ottobre 1999    | K. Korlević, M. Jurić            |
| 40751 -               | 1999 TD7                 | 6 ottobre 1999    | K. Korlević, M. Jurić            |
| 40752 -               | 1999 TO7                 | 7 ottobre 1999    | K. Korlević, M. Jurić            |
| 40753 -               | 1999 TK8                 | 6 ottobre 1999    | K. Korlević, M. Jurić            |
| 40754 -               | 1999 TM8                 | 6 ottobre 1999    | K. Korlević, M. Jurić            |
| 40755 -               | 1999 TO8                 | 6 ottobre 1999    | K. Korlević, M. Jurić            |
| 40756 -               | 1999 TQ8                 | 7 ottobre 1999    | K. Korlević, M. Jurić            |
| 40757 -               | 1999 TS8                 | 5 ottobre 1999    | T. Kagawa                        |
| 40758 -               | 1999 TT8                 | 5 ottobre 1999    | T. Kagawa                        |
| 40759 -               | 1999 TY9                 | 6 ottobre 1999    | L. Lai                           |
| 40760 -               | 1999 TH11                | 9 ottobre 1999    | C. W. Juels                      |
| 40761 -               | 1999 TT13                | 11 ottobre 1999   | Črni Vrh                         |
| 40762 -               | 1999 TL14                | 11 ottobre 1999   | K. Korlević, M. Jurić            |
| 40763 Zloch           | 1999 TS14                | 5 ottobre 1999    | P. Kušnirák                      |
| 40764 Gerhardiser     | 1999 TA16                | 13 ottobre 1999   | Starkenburg                      |
| 40765 -               | 1999 TF16                | 10 ottobre 1999   | P. Antonini                      |
| 40766 -               | 1999 TB17                | 14 ottobre 1999   | K. Korlević                      |
| 40767 -               | 1999 TC17                | 14 ottobre 1999   | K. Korlević                      |
| 40768 -               | 1999 TZ17                | 10 ottobre 1999   | BAO Schmidt CCD Asteroid Program |
| 40769 -               | 1999 TJ18                | 10 ottobre 1999   | BAO Schmidt CCD Asteroid Program |
| 40770 -               | 1999 TV18                | 11 ottobre 1999   | Črni Vrh                         |
| 40771 -               | 1999 TP19                | 15 ottobre 1999   | Farra d'Isonzo                   |
| 40772 -               | 1999 TY19                | 14 ottobre 1999   | BAO Schmidt CCD Asteroid Program |
| 40773 -               | 1999 TZ19                | 15 ottobre 1999   | BAO Schmidt CCD Asteroid Program |
| 40774 Iwaigame        | 1999 TH20                | 11 ottobre 1999   | T. Okuni                         |
| 40775 Kalafina        | 1999 TO20                | 5 ottobre 1999    | R. A. Tucker                     |
| 40776 Yeungkwongyu    | 1999 TA21                | 7 ottobre 1999    | R. A. Tucker                     |
| 40777 -               | 1999 TM25                | 3 ottobre 1999    | LINEAR                           |
| 40778 -               | 1999 TV25                | 3 ottobre 1999    | LINEAR                           |
| 40779 -               | 1999 TY25                | 3 ottobre 1999    | LINEAR                           |
| 40780 -               | 1999 TB26                | 3 ottobre 1999    | LINEAR                           |
| 40781 -               | 1999 TN26                | 3 ottobre 1999    | LINEAR                           |
| 40782 -               | 1999 TX26                | 3 ottobre 1999    | LINEAR                           |
| 40783 -               | 1999 TT28                | 4 ottobre 1999    | LINEAR                           |
| 40784 -               | 1999 TV28                | 4 ottobre 1999    | LINEAR                           |
| 40785 -               | 1999 TA29                | 4 ottobre 1999    | LINEAR                           |
| 40786 -               | 1999 TR30                | 4 ottobre 1999    | LINEAR                           |
| 40787 -               | 1999 TV30                | 4 ottobre 1999    | LINEAR                           |
| 40788 -               | 1999 TK31                | 4 ottobre 1999    | LINEAR                           |
| 40789 -               | 1999 TW31                | 4 ottobre 1999    | LINEAR                           |
| 40790 -               | 1999 TP32                | 4 ottobre 1999    | LINEAR                           |
| 40791 -               | 1999 TO33                | 4 ottobre 1999    | LINEAR                           |
| 40792 -               | 1999 TY33                | 4 ottobre 1999    | LINEAR                           |
| 40793 -               | 1999 TZ33                | 4 ottobre 1999    | LINEAR                           |
| 40794 -               | 1999 TD36                | 2 ottobre 1999    | LONEOS                           |
| 40795 Akiratsuchiyama | 1999 TF36                | 5 ottobre 1999    | LONEOS                           |
| 40796 -               | 1999 TT36                | 13 ottobre 1999   | LONEOS                           |
| 40797 -               | 1999 TM37                | 15 ottobre 1999   | LONEOS                           |
| 40798 -               | 1999 TV37                | 1 ottobre 1999    | CSS                              |
| 40799 -               | 1999 TW37                | 1 ottobre 1999    | CSS                              |
| 40800 -               | 1999 TD38                | 1 ottobre 1999    | CSS                              |

## 40801-40900
| Nome    | Designazione provvisoria | Data di scoperta | Scopritore |
| ------- | ------------------------ | ---------------- | ---------- |
| 40801 - | 1999 TN38                | 1 ottobre 1999   | CSS        |
| 40802 - | 1999 TL39                | 3 ottobre 1999   | CSS        |
| 40803 - | 1999 TX39                | 3 ottobre 1999   | CSS        |
| 40804 - | 1999 TQ40                | 5 ottobre 1999   | CSS        |
| 40805 - | 1999 TW41                | 3 ottobre 1999   | Spacewatch |
| 40806 - | 1999 TX41                | 3 ottobre 1999   | Spacewatch |
| 40807 - | 1999 TQ48                | 4 ottobre 1999   | Spacewatch |
| 40808 - | 1999 TB53                | 6 ottobre 1999   | Spacewatch |
| 40809 - | 1999 TZ57                | 6 ottobre 1999   | Spacewatch |
| 40810 - | 1999 TK63                | 7 ottobre 1999   | Spacewatch |
| 40811 - | 1999 TL63                | 7 ottobre 1999   | Spacewatch |
| 40812 - | 1999 TV63                | 7 ottobre 1999   | Spacewatch |
| 40813 - | 1999 TJ66                | 8 ottobre 1999   | Spacewatch |
| 40814 - | 1999 TY69                | 9 ottobre 1999   | Spacewatch |
| 40815 - | 1999 TY77                | 11 ottobre 1999  | Spacewatch |
| 40816 - | 1999 TX78                | 11 ottobre 1999  | Spacewatch |
| 40817 - | 1999 TT79                | 11 ottobre 1999  | Spacewatch |
| 40818 - | 1999 TR80                | 11 ottobre 1999  | Spacewatch |
| 40819 - | 1999 TT80                | 11 ottobre 1999  | Spacewatch |
| 40820 - | 1999 TY89                | 2 ottobre 1999   | LINEAR     |
| 40821 - | 1999 TD90                | 2 ottobre 1999   | LINEAR     |
| 40822 - | 1999 TM90                | 2 ottobre 1999   | LINEAR     |
| 40823 - | 1999 TU90                | 2 ottobre 1999   | LINEAR     |
| 40824 - | 1999 TV90                | 2 ottobre 1999   | LINEAR     |
| 40825 - | 1999 TZ90                | 2 ottobre 1999   | LINEAR     |
| 40826 - | 1999 TP91                | 2 ottobre 1999   | LINEAR     |
| 40827 - | 1999 TT92                | 2 ottobre 1999   | LINEAR     |
| 40828 - | 1999 TM93                | 2 ottobre 1999   | LINEAR     |
| 40829 - | 1999 TT93                | 2 ottobre 1999   | LINEAR     |
| 40830 - | 1999 TV93                | 2 ottobre 1999   | LINEAR     |
| 40831 - | 1999 TU94                | 2 ottobre 1999   | LINEAR     |
| 40832 - | 1999 TH95                | 2 ottobre 1999   | LINEAR     |
| 40833 - | 1999 TJ95                | 2 ottobre 1999   | LINEAR     |
| 40834 - | 1999 TL95                | 2 ottobre 1999   | LINEAR     |
| 40835 - | 1999 TM95                | 2 ottobre 1999   | LINEAR     |
| 40836 - | 1999 TQ95                | 2 ottobre 1999   | LINEAR     |
| 40837 - | 1999 TX95                | 2 ottobre 1999   | LINEAR     |
| 40838 - | 1999 TY95                | 2 ottobre 1999   | LINEAR     |
| 40839 - | 1999 TH96                | 2 ottobre 1999   | LINEAR     |
| 40840 - | 1999 TS96                | 2 ottobre 1999   | LINEAR     |
| 40841 - | 1999 TQ98                | 2 ottobre 1999   | LINEAR     |
| 40842 - | 1999 TX98                | 2 ottobre 1999   | LINEAR     |
| 40843 - | 1999 TD99                | 2 ottobre 1999   | LINEAR     |
| 40844 - | 1999 TS101               | 2 ottobre 1999   | LINEAR     |
| 40845 - | 1999 TL102               | 2 ottobre 1999   | LINEAR     |
| 40846 - | 1999 TN102               | 2 ottobre 1999   | LINEAR     |
| 40847 - | 1999 TU102               | 2 ottobre 1999   | LINEAR     |
| 40848 - | 1999 TZ102               | 2 ottobre 1999   | LINEAR     |
| 40849 - | 1999 TG103               | 2 ottobre 1999   | LINEAR     |
| 40850 - | 1999 TR104               | 3 ottobre 1999   | LINEAR     |
| 40851 - | 1999 TZ104               | 3 ottobre 1999   | LINEAR     |
| 40852 - | 1999 TX105               | 3 ottobre 1999   | LINEAR     |
| 40853 - | 1999 TA106               | 4 ottobre 1999   | LINEAR     |
| 40854 - | 1999 TU107               | 4 ottobre 1999   | LINEAR     |
| 40855 - | 1999 TG108               | 4 ottobre 1999   | LINEAR     |
| 40856 - | 1999 TP108               | 4 ottobre 1999   | LINEAR     |
| 40857 - | 1999 TP110               | 4 ottobre 1999   | LINEAR     |
| 40858 - | 1999 TR110               | 4 ottobre 1999   | LINEAR     |
| 40859 - | 1999 TX111               | 4 ottobre 1999   | LINEAR     |
| 40860 - | 1999 TQ113               | 4 ottobre 1999   | LINEAR     |
| 40861 - | 1999 TR113               | 4 ottobre 1999   | LINEAR     |
| 40862 - | 1999 TB114               | 4 ottobre 1999   | LINEAR     |
| 40863 - | 1999 TL115               | 4 ottobre 1999   | LINEAR     |
| 40864 - | 1999 TO115               | 4 ottobre 1999   | LINEAR     |
| 40865 - | 1999 TH116               | 4 ottobre 1999   | LINEAR     |
| 40866 - | 1999 TU117               | 4 ottobre 1999   | LINEAR     |
| 40867 - | 1999 TD118               | 4 ottobre 1999   | LINEAR     |
| 40868 - | 1999 TM118               | 4 ottobre 1999   | LINEAR     |
| 40869 - | 1999 TN118               | 4 ottobre 1999   | LINEAR     |
| 40870 - | 1999 TQ119               | 4 ottobre 1999   | LINEAR     |
| 40871 - | 1999 TS120               | 4 ottobre 1999   | LINEAR     |
| 40872 - | 1999 TB121               | 4 ottobre 1999   | LINEAR     |
| 40873 - | 1999 TL121               | 4 ottobre 1999   | LINEAR     |
| 40874 - | 1999 TL122               | 4 ottobre 1999   | LINEAR     |
| 40875 - | 1999 TA123               | 4 ottobre 1999   | LINEAR     |
| 40876 - | 1999 TH123               | 4 ottobre 1999   | LINEAR     |
| 40877 - | 1999 TF124               | 15 ottobre 1999  | LINEAR     |
| 40878 - | 1999 TU124               | 4 ottobre 1999   | LINEAR     |
| 40879 - | 1999 TX124               | 4 ottobre 1999   | LINEAR     |
| 40880 - | 1999 TA125               | 4 ottobre 1999   | LINEAR     |
| 40881 - | 1999 TY125               | 4 ottobre 1999   | LINEAR     |
| 40882 - | 1999 TZ125               | 4 ottobre 1999   | LINEAR     |
| 40883 - | 1999 TB126               | 4 ottobre 1999   | LINEAR     |
| 40884 - | 1999 TC126               | 4 ottobre 1999   | LINEAR     |
| 40885 - | 1999 TS126               | 4 ottobre 1999   | LINEAR     |
| 40886 - | 1999 TE127               | 4 ottobre 1999   | LINEAR     |
| 40887 - | 1999 TG128               | 4 ottobre 1999   | LINEAR     |
| 40888 - | 1999 TW131               | 6 ottobre 1999   | LINEAR     |
| 40889 - | 1999 TY132               | 6 ottobre 1999   | LINEAR     |
| 40890 - | 1999 TE133               | 6 ottobre 1999   | LINEAR     |
| 40891 - | 1999 TH136               | 6 ottobre 1999   | LINEAR     |
| 40892 - | 1999 TY136               | 6 ottobre 1999   | LINEAR     |
| 40893 - | 1999 TL138               | 6 ottobre 1999   | LINEAR     |
| 40894 - | 1999 TQ138               | 6 ottobre 1999   | LINEAR     |
| 40895 - | 1999 TZ140               | 6 ottobre 1999   | LINEAR     |
| 40896 - | 1999 TO141               | 6 ottobre 1999   | LINEAR     |
| 40897 - | 1999 TG142               | 7 ottobre 1999   | LINEAR     |
| 40898 - | 1999 TP142               | 7 ottobre 1999   | LINEAR     |
| 40899 - | 1999 TR142               | 7 ottobre 1999   | LINEAR     |
| 40900 - | 1999 TV142               | 7 ottobre 1999   | LINEAR     |

## 40901-41000
| Nome                 | Designazione provvisoria | Data di scoperta | Scopritore                       |
| -------------------- | ------------------------ | ---------------- | -------------------------------- |
| 40901 -              | 1999 TG143               | 7 ottobre 1999   | LINEAR                           |
| 40902 -              | 1999 TY143               | 7 ottobre 1999   | LINEAR                           |
| 40903 -              | 1999 TB144               | 7 ottobre 1999   | LINEAR                           |
| 40904 -              | 1999 TC144               | 7 ottobre 1999   | LINEAR                           |
| 40905 -              | 1999 TE148               | 7 ottobre 1999   | LINEAR                           |
| 40906 -              | 1999 TN148               | 7 ottobre 1999   | LINEAR                           |
| 40907 -              | 1999 TF149               | 7 ottobre 1999   | LINEAR                           |
| 40908 -              | 1999 TW151               | 7 ottobre 1999   | LINEAR                           |
| 40909 -              | 1999 TR152               | 7 ottobre 1999   | LINEAR                           |
| 40910 -              | 1999 TS152               | 7 ottobre 1999   | LINEAR                           |
| 40911 -              | 1999 TU152               | 7 ottobre 1999   | LINEAR                           |
| 40912 -              | 1999 TX152               | 7 ottobre 1999   | LINEAR                           |
| 40913 -              | 1999 TZ152               | 7 ottobre 1999   | LINEAR                           |
| 40914 -              | 1999 TH155               | 7 ottobre 1999   | LINEAR                           |
| 40915 -              | 1999 TT155               | 7 ottobre 1999   | LINEAR                           |
| 40916 -              | 1999 TE156               | 7 ottobre 1999   | LINEAR                           |
| 40917 Pauljorden     | 1999 TW156               | 9 ottobre 1999   | LINEAR                           |
| 40918 -              | 1999 TG158               | 7 ottobre 1999   | LINEAR                           |
| 40919 Johntonry      | 1999 TF162               | 9 ottobre 1999   | LINEAR                           |
| 40920 -              | 1999 TD171               | 10 ottobre 1999  | LINEAR                           |
| 40921 -              | 1999 TR171               | 10 ottobre 1999  | LINEAR                           |
| 40922 -              | 1999 TH172               | 10 ottobre 1999  | LINEAR                           |
| 40923 -              | 1999 TB173               | 10 ottobre 1999  | LINEAR                           |
| 40924 -              | 1999 TB174               | 10 ottobre 1999  | LINEAR                           |
| 40925 -              | 1999 TL174               | 10 ottobre 1999  | LINEAR                           |
| 40926 -              | 1999 TQ177               | 10 ottobre 1999  | LINEAR                           |
| 40927 -              | 1999 TZ185               | 12 ottobre 1999  | LINEAR                           |
| 40928 -              | 1999 TB187               | 12 ottobre 1999  | LINEAR                           |
| 40929 -              | 1999 TB188               | 12 ottobre 1999  | LINEAR                           |
| 40930 -              | 1999 TJ189               | 12 ottobre 1999  | LINEAR                           |
| 40931 -              | 1999 TX189               | 12 ottobre 1999  | LINEAR                           |
| 40932 -              | 1999 TF191               | 12 ottobre 1999  | LINEAR                           |
| 40933 -              | 1999 TP192               | 12 ottobre 1999  | LINEAR                           |
| 40934 -              | 1999 TJ194               | 12 ottobre 1999  | LINEAR                           |
| 40935 -              | 1999 TO195               | 12 ottobre 1999  | LINEAR                           |
| 40936 -              | 1999 TP200               | 13 ottobre 1999  | LINEAR                           |
| 40937 -              | 1999 TQ200               | 13 ottobre 1999  | LINEAR                           |
| 40938 -              | 1999 TO205               | 13 ottobre 1999  | LINEAR                           |
| 40939 -              | 1999 TU209               | 14 ottobre 1999  | LINEAR                           |
| 40940 -              | 1999 TZ209               | 14 ottobre 1999  | LINEAR                           |
| 40941 -              | 1999 TS211               | 15 ottobre 1999  | LINEAR                           |
| 40942 -              | 1999 TZ212               | 15 ottobre 1999  | LINEAR                           |
| 40943 -              | 1999 TT213               | 15 ottobre 1999  | LINEAR                           |
| 40944 -              | 1999 TJ216               | 15 ottobre 1999  | LINEAR                           |
| 40945 -              | 1999 TX216               | 15 ottobre 1999  | LINEAR                           |
| 40946 -              | 1999 TK217               | 15 ottobre 1999  | LINEAR                           |
| 40947 -              | 1999 TJ218               | 15 ottobre 1999  | LINEAR                           |
| 40948 -              | 1999 TH228               | 2 ottobre 1999   | LINEAR                           |
| 40949 -              | 1999 TQ228               | 2 ottobre 1999   | CSS                              |
| 40950 -              | 1999 TQ229               | 5 ottobre 1999   | CSS                              |
| 40951 -              | 1999 TO230               | 4 ottobre 1999   | LONEOS                           |
| 40952 -              | 1999 TD231               | 5 ottobre 1999   | CSS                              |
| 40953 -              | 1999 TB237               | 3 ottobre 1999   | CSS                              |
| 40954 -              | 1999 TQ238               | 4 ottobre 1999   | CSS                              |
| 40955 -              | 1999 TQ241               | 4 ottobre 1999   | CSS                              |
| 40956 Ericamsel      | 1999 TZ241               | 4 ottobre 1999   | CSS                              |
| 40957 -              | 1999 TR242               | 4 ottobre 1999   | CSS                              |
| 40958 -              | 1999 TV242               | 4 ottobre 1999   | CSS                              |
| 40959 -              | 1999 TB243               | 4 ottobre 1999   | LONEOS                           |
| 40960 -              | 1999 TL244               | 7 ottobre 1999   | CSS                              |
| 40961 -              | 1999 TV247               | 8 ottobre 1999   | CSS                              |
| 40962 -              | 1999 TW247               | 8 ottobre 1999   | CSS                              |
| 40963 -              | 1999 TZ247               | 8 ottobre 1999   | CSS                              |
| 40964 -              | 1999 TE248               | 8 ottobre 1999   | CSS                              |
| 40965 -              | 1999 TH249               | 9 ottobre 1999   | CSS                              |
| 40966 -              | 1999 TM250               | 9 ottobre 1999   | CSS                              |
| 40967 -              | 1999 TC251               | 5 ottobre 1999   | LINEAR                           |
| 40968 -              | 1999 TO254               | 8 ottobre 1999   | LINEAR                           |
| 40969 -              | 1999 TR258               | 9 ottobre 1999   | LINEAR                           |
| 40970 -              | 1999 TK261               | 14 ottobre 1999  | LONEOS                           |
| 40971 -              | 1999 TY264               | 3 ottobre 1999   | LINEAR                           |
| 40972 -              | 1999 TL267               | 3 ottobre 1999   | LINEAR                           |
| 40973 -              | 1999 TL269               | 3 ottobre 1999   | LINEAR                           |
| 40974 -              | 1999 TS269               | 3 ottobre 1999   | LINEAR                           |
| 40975 -              | 1999 TU269               | 3 ottobre 1999   | LINEAR                           |
| 40976 -              | 1999 TV272               | 3 ottobre 1999   | LINEAR                           |
| 40977 -              | 1999 TD279               | 7 ottobre 1999   | LINEAR                           |
| 40978 -              | 1999 TN279               | 7 ottobre 1999   | LINEAR                           |
| 40979 -              | 1999 TL280               | 8 ottobre 1999   | LINEAR                           |
| 40980 -              | 1999 TO282               | 9 ottobre 1999   | LINEAR                           |
| 40981 Stephenholland | 1999 TL284               | 9 ottobre 1999   | LINEAR                           |
| 40982 -              | 1999 TR285               | 10 ottobre 1999  | LINEAR                           |
| 40983 -              | 1999 TB286               | 10 ottobre 1999  | LINEAR                           |
| 40984 -              | 1999 TL288               | 10 ottobre 1999  | LINEAR                           |
| 40985 -              | 1999 TM288               | 10 ottobre 1999  | LINEAR                           |
| 40986 -              | 1999 TY292               | 12 ottobre 1999  | LINEAR                           |
| 40987 -              | 1999 TJ293               | 12 ottobre 1999  | LINEAR                           |
| 40988 -              | 1999 TN311               | 7 ottobre 1999   | CSS                              |
| 40989 -              | 1999 UO                  | 16 ottobre 1999  | K. Korlević                      |
| 40990 -              | 1999 UW                  | 16 ottobre 1999  | K. Korlević                      |
| 40991 -              | 1999 UA1                 | 16 ottobre 1999  | K. Korlević                      |
| 40992 -              | 1999 UL1                 | 18 ottobre 1999  | D. K. Chesney                    |
| 40993 -              | 1999 UF2                 | 16 ottobre 1999  | K. Korlević                      |
| 40994 Tekaridake     | 1999 UZ2                 | 20 ottobre 1999  | M. Akiyama                       |
| 40995 Mühleis        | 1999 UC4                 | 27 ottobre 1999  | Starkenburg                      |
| 40996 -              | 1999 UO5                 | 28 ottobre 1999  | CSS                              |
| 40997 -              | 1999 UE6                 | 27 ottobre 1999  | BAO Schmidt CCD Asteroid Program |
| 40998 -              | 1999 US7                 | 29 ottobre 1999  | CSS                              |
| 40999 -              | 1999 UU8                 | 29 ottobre 1999  | CSS                              |
| 41000 Aomawa         | 1999 UB9                 | 29 ottobre 1999  | CSS                              |